# Pla de la Vallonga
Pla de la Vallonga es un polígono industrial situado en la ciudad española de Alicante. Se puso en marcha en el año 1962 y fue, por tanto, el primero de la ciudad. En el año 2022, tiene instaladas más de 200 empresas y abarca unos 700 000 m² de suelo para uso industrial.

## Localización
El polígono está situado a las afueras de la ciudad, junto a dos ejes importantes de comunicaciones, las autovías A-31 y A-70. A los efectos municipales, pertenece a la entidad singular de población de Vallonga.

## Organización
Pla de la Vallonga está dirigido por la Asociación de Propietarios (PPV) que, mediante una Junta Directiva, se encarga del buen funcionamiento de la infraestructura.

## Proyectos
En el año 2022, y ya desde años anteriores, se está proyectando la futura ampliación del polígono y su superficie hasta llegar a encontrarse con el cercano Parque Científico de la Universidad de Alicante, buscando principalmente la ubicación de empresas tecnológicas.